# ∞

さまざまな書体での∞

∞は無限を示す記号である。数字の8を90度回転したような記号である。日本語では「むげんだい」「むげん」、英語では「infinity」「unlimited」などと呼ばれる。

## 歴史
ローマ数字の1000であるↀ（CIƆ）をもとに作られたといわれている。ジョン・ウォリスは1655年に自著の『De sectionibus conicis』で無限大の文字を使用した。 ギリシア文字の最後の文字であるωを基にしているといるともいわれている。

## 関連する記号
無限大と関連する数学記号として「⧜」（右上のない無限大記号）、「⧝」（上に「⌒」をつけた無限大記号）、「⧞」（中央に縦線のある無限大記号）が存在する。

## 用途

### 数学において
数学では順序数が無限に続く場合に用いる。総和や極限の場面で用いられる。
{\displaystyle \sum _{i=0}^{\infty }{\frac {1}{2^{i}}}=\lim _{x\to \infty }{\frac {2^{x}-1}{2^{x-1}}}=2}

### 中性紙の記号

中性紙の記号

無限大を丸で囲った記号♾は中性紙の記号として用いられる。

### ウロボロス

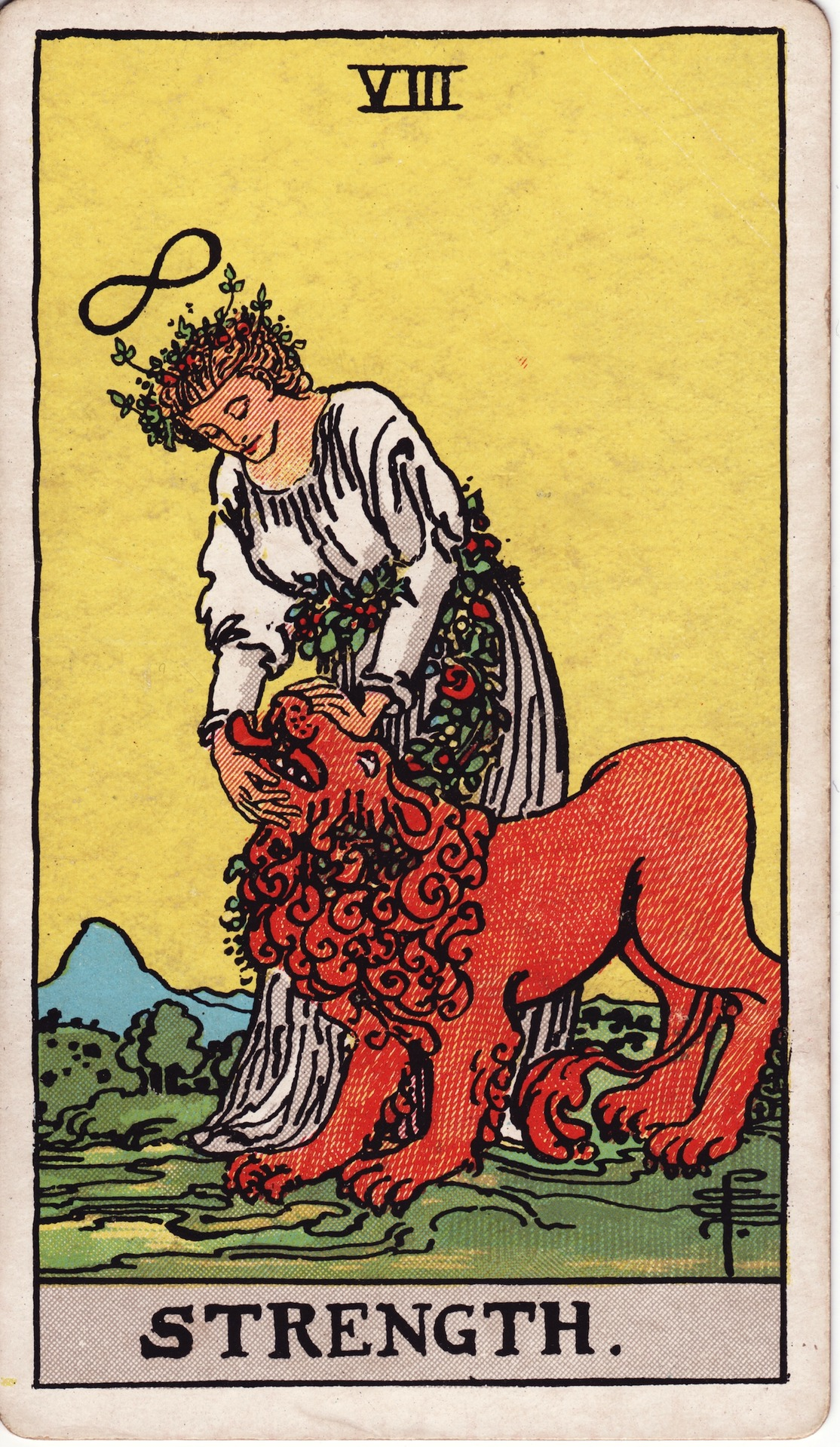
タロットカードに示されたウロボロスをあらわす∞

昔はウロボロスをあらわす記号として同形の記号が用いられていた。

### メビウスの帯
ウラジーミル・ナボコフは『賜物』 (Дар)や『青白い炎』(Pale Fire)の小説でメビウスの帯の記号として用いた。

### メティ

メティの旗

カナダの先住民族であるメティはメティの旗にこの記号を用いている。

### 煙霧

日本の天気記号の煙霧

アメリカなどでは∞を煙霧の天気記号として用いる。日本の天気記号では∞を丸で囲った記号を煙霧の記号として用いる。
８という意味で本記号が使われる場合がある。以下に著名な使用例を挙げる。
- 関ジャニ∞（現・SUPER EIGHT） - 本記号を「エイト」としている。公式でも無限大の記号を使っており、８の縦書きフォントではない。

## 符号位置
| 記号 | Unicode | JIS X 0213 | 文字参照          | 名称                               |
| ---- | ------- | ---------- | ----------------- | ---------------------------------- |
| ∞    | U+221E  | 1-1-4      | &#x221E; &#8734;  | 無限大                             |
| ⧜    | U+29DC  | -          | &#x29DC; &#10716; | INCOMPLETE INFINITY                |
| ⧝    | U+29DD  | -          | &#x29DD; &#10717; | TIE OVER INFINITY                  |
| ⧞    | U+29DE  | -          | &#x29DE; &#10718; | INFINITY NEGATED WITH VERTICAL BAR |
| ♾    | U+267E  | -          | &#x267E; &#9854;  | PERMANENT PAPER SIGN               |